# Battaglia di Oriskany
La battaglia di Oriskany fu combattuta il 6 agosto 1777 nei pressi dell'omonima cittadina oggi parte dello Stato di New York, nell'ambito dei più ampi eventi della campagna di Saratoga della guerra d'indipendenza americana.

## Storia
Una forza statunitense al comando del generale Nicholas Herkimer, accompagnata da guerrieri indiani alleati della tribù Oneida, diretta a soccorrere la guarnigione assediata di Fort Stanwix, cadde in un'imboscata tesa da una forza mista composta da lealisti americani del King's Royal Regiment of New York e indiani della Confederazione irochese e di altre tribù, guidati da Sir John Johnson e dal capo Mohawk Joseph Brant.
I lealisti e gli irochesi attaccarono la colonna di Herkimer in una piccola valle circa 10 km ad est di Fort Stanwix: nello scontro gli statunitensi furono sconfitti con la perdita di circa 450 uomini (tra cui Herikmer) mentre lealisti ed irochesi ebbero circa 150 perdite. Il successo dell'imboscata fu ridimensionato da una contemporanea sortita della guarnigione di Fort Stanwix, che portò al saccheggio del campo base dei lealisti.
Lo scontro viene ricordato come uno dei pochi della guerra in cui quasi tutti i contendenti erano originari del Nord America, vista l'assenza di contingenti propriamente britannici; per la Confederazione Irochese, inoltre, lo scontro segnò l'inizio di una sanguinosa guerra civile, con gli Oneida contrapposti alle altre nazioni.